# Копус Олександр Олегович
Копус Олександр Олегович — старший солдат Збройних Сил України, учасник російсько-української війни, що загинув під час російського вторгнення в Україну.

## Життєпис
Народився в 1999 році у місті Вишгороді на Київщині. Вже дорослим мешкав в селі Козаровичах Київській області,  працював експедитором. 
У 2018 році був призваний на строкову військову службу до Збройних Сил України. Перші п'ять місяців проходив службу у військовій частині в селі Шипинці на Хмельниччині. В подальшому підписав трирічний контракт та потрапив до складу 72 ОМБр. 
У 2020 році, під час виконання бойового завдання, отримав поранення. Російське вторгнення в Україну розпочалося за 5 днів до завершення контракту. Разом зі співслужбовцями брав участь у бойових діях на Київщині. 
Загинув у ніч з 6 на 7 березня 2022 року поблизу села Мощун в Бучанському районі. Під час наступу ворога міномет М120-15 «Молот» не витримав навантаження і його розірвало. Олександру, який разом з побратимами перебував біля міномету, відірвало ноги та він помер.

## Родина
Разом з дружиною Юлією виховував двох доньок. Молодша Валерія народилася в грудні 2021 року.

## Нагороди
- орден «За мужність» III ступеня (2022, посмертно) — за особисту мужність під час виконання бойових завдань, самовіддані дії, виявлені у захисті державного суверенітету та територіальної цілісності України, вірність військовій присязі.